# A Noiva de Chucky
Bride of Chucky (bra/prt: A Noiva de Chucky) é um filme estadunidense de 1998 do gênero comédia de terror negro dirigido por Ronny Yu. Trata-se da quarta parte da franquia Child's Play, sendo a sequência de Child's Play 3 de 1991. O filme foi escrito por Don Mancini e estrelado por Jennifer Tilly (interpretando e dublando a nova personagem Tiffany Valentine) e Brad Dourif (que dublou Chucky), sendo ainda co-estrelado por John Ritter, Katherine Heigl e Nick Stabile.
Ao contrário dos três primeiros filmes da série, A Noiva de Chucky toma um rumo notadamente humorístico e em diversas de suas cenas se dá a entender que a produção é uma paródia auto-referencial; o filme não continua com o conceito de uma criança caçada para a posse do boneco, apesar da história ainda se concentrar principalmente em Chucky. Seu cartaz promocional é uma paródia do poster do filme Scream 2.

## Enredo
Tiffany Valentine, uma ex-namorada e cúmplice do serial killer Charles Lee Ray, suborna um policial para que ele lhe entregue as peças do boneco Chucky desmembradas de um armário de provas da polícia; após o agente trazer as peças do brinquedo, Tiffany o mata cortando sua garganta. Acreditando que a alma de Charles ainda habita o boneco, Tiffany costura todos os membros e o rosto de Chucky e realiza o ritual de vodu haitiano que instigou a alma de Charles para dentro do boneco dez anos antes. Apesar do ritual inicialmente parecer falhar, Chucky inesperadamente ganha vida e sufoca Damien, o admirador gótico de Tiffany, até a morte com um travesseiro enquanto Tiffany assiste a cena em excitação dentro de seu trailer.
Esperando reatar o romance de onde pararam, Tiffany se apresenta para Chucky com um anel de diamante que ele tinha deixado para ela na noite em que ele foi morto em 1988. Ao perceber que Tiffany acreditava que o presente era um anel de noivado, Chucky explica que ele roubou o objeto de uma de suas vítimas mais ricas quando ele ainda era um serial killer humano; enfurecida e desiludida, Tiffany pune Chucky, trancando-o em um cercadinho para crianças. Mais tarde, ela lhe dá uma boneca falante em um vestido de noiva para tirar sarro dele.
Chucky escapa do cercadinho e mata Tiffany empurrando um aparelho de televisão em sua banheira, eletrocutando-a; ele então transporta sua alma para a boneca noiva, enfurecendo Tiffany. Chucky, então, revela seu plano para Tiffany onde eles devem recuperar um amuleto mágico que foi enterrado com o corpo de Charles a fim de transferir suas almas para os corpos do vizinho de Tiffany, Jesse, e sua namorada Jade. Tiffany envia a Jesse uma mensagem pedindo-lhe para levar os dois bonecos, ela e Chucky, para Hackensack, Nova Jérsia, onde está localizado o túmulo de Charles, em troca de dinheiro. Ansioso para fugir com sua namorada, Jade, e ter sido frustrado anteriormente pelo tio ciumento e possessivo da garota, o chefe de polícia Warren Kincaid, Jesse aceita a oferta sem desconfiar que Tiffany agora está no corpo da boneca noiva.
Warren esconde um saco de maconha na van de Jesse para enquadrá-lo a fim de fazê-lo se livrar de sua sobrinha. Para impedi-lo de arruinar sua viagem rumo à Hackensack, Chucky e Tiffany improvisam uma armadilha dentro do furgão que lança vários pregos no rosto de Warren e depois escondem seu corpo; Jesse e Jade, após fazerem as malas, entram no veículo e começam a viagem. Os dois são então parados pelo oficial Norton, que vasculha o carro de Jesse e encontra o papelote de maconha. Quando ele volta para sua viatura para reportar Jesse, Chucky entra sorrateiramente no carro do oficial, coloca uma camisa amassada no tanque de gasolina e a incendeia, fazendo explodir o veículo e matando Norton; ao testemunharem a explosão, Jesse e Jade fogem do local. Os dois começam a suspeitar que um deles pode ter causado o incidente e passam a confiar menos um no outro, para o divertimento de Chucky e Tiffany. Apesar de seus problemas de confiança, Jesse e Jade se casam em uma modesta capela durante a viagem. Warren, que ainda está vivo, tenta fugir mas Chucky e Tiffany o matam finalmente. Enquanto Jesse e Jade se hospedam em um motel, um casal de ladrões rouba o dinheiro de Jesse; enquanto os criminosos fazem amor em seu quarto, Tiffany mata os delinquentes jogando uma garrafa de champanhe no teto do espelho em cima da cama do casal para vários cacos de vidro os ferirem fatalmente, além de fazer estourar o colchão de água. Chucky, surpreso pela habilidade assassina de Tiffany, pega o anel do dedo da mulher morta e instantaneamente pede Tiffany em casamento, a qual ela aceita; os bonecos, então, fazem amor ali mesmo.
Na manhã seguinte, a camareira do motel vai para o quarto do casal morto e os encontra completamente ensaguentados com vários cacos de vidro fincados em seus corpos; Jesse e Jade fogem novamente e encontram David, um amigo deles que havia sido contatado anteriormente por eles a encontrarem ali. David revela que Jesse e Jade são os principais suspeitos de todas as mortes até então ocasionadas e conclui que ambos são inocentes e que estão errados por desconfiarem um do outro; ao perceber seu mal-entendido, Jesse e Jade fazem suas pazes. Contudo, David encontra o cadáver de Warren no porta-malas do furgão e os confronta; Chucky e Tiffany se revelam para todos e os mantêm reféns com armas, forçando-os a continuar dirigindo para Hackensack. David tenta chamar um policial na rodovia e é morto instantaneamente sendo atropelado por um caminhão que se aproximava. Horrorizados, Jesse e Jade continuam a viagem, agora sendo ameaçados pelo casal de bonecos.
Chucky e Tiffany revelam seu plano para Jesse e Jade; eles então orientam Jesse a roubar um trailer de um casal de idosos para despistarem a polícia. Tiffany vai assar cookies no fogão do veículo e abre a porta do banheiro, revelando os corpos dos idosos. Chucky ordena que Tiffany lave os pratos, causando uma briga entre eles; Jade aproveita a situação e tranca Tiffany dentro do forno quente, enquanto Jesse joga Chucky pela janela da frente, não antes do boneco atirar em Jade, fazendo o trailer perder o controle e cair em uma pequena ladeira. Chucky força Jade sob a mira de uma arma para levá-lo ao seu túmulo localizado próximo dali, enquanto Jesse pega Tiffany carbonizada para segui-los. Ao chegar na cova de Charles, Chucky manda Jade abrir o caixão e pegar o amuleto, o que ela faz relutantemente; Jesse, em seguida, aparece com Tiffany e a troca por Jade com Chucky, mas o boneco joga uma faca nas costas de Jesse e amarra o casal para iniciar o ritual.
No meio do ritual, Tiffany interrompe Chucky para lhe dar um beijo apenas para distrai-lo e apunhala-lo nas costas com sua própria faca, dizendo que os dois devem "permanecer mortos". Após uma luta que se segue entre os bonecos, Tiffany morre depois de ser esfaqueada no coração por Chucky. Jesse, em seguida, empurra Chucky em sua própria sepultura com uma pá; um detetive particular, Tenente Preston, chega e testemunha a cena mantendo-os sob a mira de uma arma, mas quando ele vê Chucky andando no túmulo, Jade pega a arma do tenente Preston e atira em Chucky no peito, matando-o mesmo depois do boneco avisar que ele retornará em breve.
Depois de contatar a polícia sobre a história, o tenente Preston libera Jesse e Jade para irem embora. Enquanto ele inspeciona o corpo aparentemente morto de Tiffany a boneca brevemente desperta e começa a gritar, dando a luz um pequeno boneco antes de finalmente morrer. O boneco, em seguida, ataca o tenente Preston no rosto e a tela escurece.

## Elenco
- Jennifer Tilly como Tiffany Valentine
- Brad Dourif como a voz de Chucky
- Katherine Heigl como Jade Kincaid
- Nick Stabile como Jesse
- John Ritter como chefe Warren Kincaid
- Alexis Arquette como Howard Fitzwater / Damien Baylock
- Gordon Michael Woolvett como David Collins
- Lawrence Dane como tenente Preston
- Michael Louis Johnson como oficial "Needlenose" Norton
- James Gallanders como Russ
- Janet Kidder como Diane
- Vince Corazza como oficial Robert Bailey
- Kathy Najimy como camareira do motel

## Produção
Após o lançamento de Child's Play 3, Don Mancini e David Kirschner concluíram que a série exigia uma nova direção e decidiram não continuar com o personagem Andy Barclay. O projeto de realização do filme iniciou em 1996, inspirado pelo lançamento de Scream e I Know What You Did Last Summer. 
Ronny Yu foi contratado para dirigir o filme depois que Kirschner e Mancini ficaram impressionados com seu trabalho na direção do filme hong-konguês The Bride with White Hair; Yu, contudo, só aceitou dirigir um quarto filme da franquia Child's Play se seus colegas Peter Pau e David Wu também fossem contratados, condição essa que foi aceita pelos produtores americanos.
Mancini afirma ter decidido criar a personagem Tiffany depois de ver uma cópia de A Noiva de Frankenstein alugada de uma locadora de vídeo; a atriz Jennifer Tilly foi escalada para o papel após os produtores notarem sua atuação em Bound.

## Trilha sonora
O filme apresenta várias músicas de diversos artistas:
1. Blondie - "Call Me"
2. Rob Zombie - "Living Dead Girl"
3. The Screamin' Cheetah Wheelies - "Boogie King"
4. White Zombie - "Thunder Kiss '65"
5. Coal Chamber - "Blisters"
6. Monster Magnet - "See You in Hell"
7. Judas Priest - "Blood Stained"
8. Type O Negative - "Love You to Death"
9. Slayer - "Human Disease"
10. Stabbing Westward - "So Wrong"
11. Powerman 5000 - "The Son of X-51"
12. Bruce Dickinson - "Trumpets of Jericho"
13. Static-X - "Bled for Days"
14. Motörhead - "Love for Sale"
15. Kidneythieves - "Crazy"
16. Graeme Revell - "We Belong Dead"

## Lançamento
Bride of Chucky foi lançado na América do Norte em 16 de outubro de 1998 e arrecadou US$ 11,8 milhões em seu fim de semana de estréia. Teve um total bruto norte-americano de US$ 32,4 milhões e mais US$ 18,3 milhões internacionalmente, totalizando US$ 50,6 milhões de bilheteria. É o filme que mais arrecadou receita da série Chucky e o segundo mais bem sucedido da franquia domesticamente.
Para promover o filme, Chucky fez uma aparição em um episódio da WCW Monday Nitro. O personagem interrompeu Gene Okerlund e Rick Steiner durante uma resenha no programa e, além de promover o filme, mencionou que esperava que Scott Steiner vencesse uma luta contra seu irmão Rick.

## Recepção crítica
O filme detém uma taxa de aprovação de 46% no Rotten Tomatoes com base em 35 avaliações e uma classificação média de 5,4 / 10. As audiências pesquisadas pelo CinemaScore deram ao filme uma nota média de "B" numa escala que varia de A+ a F.
| Cerimõnia                                               | Categoria                  | Recipiente      | Resultado |
| ------------------------------------------------------- | -------------------------- | --------------- | --------- |
| Prêmio Saturno                                          | Melhor filme de terror     | Bride of Chucky | Indicado  |
| Prêmio Saturno                                          | Melhor atriz em cinema     | Jennifer Tilly  | Indicado  |
| Prêmio Saturno                                          | Melhor roteiro             | Don Mancini     | Indicado  |
| Fantafestival                                           | Melhor atriz               | Jennifer Tilly  | Venceu    |
| Fantafestival                                           | Melhores efeitos especiais | Bride of Chucky | Venceu    |
| Festival international du film fantastique de Gérardmer | Prêmio Especial do Júri    | Ronny Yu        | Venceu    |
| MTV Movie Awards                                        | Melhor vilão               | Chucky          | Indicado  |